# Distretto di Sayyad
Il distretto di Sayyad è un distretto dell'Afghanistan appartenente alla provincia di Sar-e Pol.